# Maren Morris
Pour les articles homonymes, voir Morris.
Maren Larae Morris, née le 10 avril 1990 à Arlington au Texas, est une chanteuse américaine de musique country, compositrice et productrice. En 2015, son EP, Maren Morris est classé en 2e place du Billboard 200. Son premier album studio, Hero, atteint la 5e place des charts américains et la 1re dans le classement des albums country.
Son premier single, My Church, est placé 1e des charts des Chansons Digital de Country en 2016, atteint le top 5 dans les charts Hot Country Songs aux États-Unis et remporte un Grammy pour la meilleure prestation solo en Country. Son troisième single, I Could Use A Love Song, est le premier a atteindre 1e place dans le Chart Country Airplay. Elle collabore avec Zedd et Grey pour la chanson The Middle, sorti en janvier 2018 et qui est classé 5e aux États-Unis et est nommé trois fois aux Grammy Awards.

## Carrière
Maren Morris est née à Arlington, Texas de Greg et Kellie Morris. Elle a une jeune sœur prénommée Karsen. Enfant, elle passait la plupart de son temps dans le salon de coiffure de ses parents. A 12 ans, son père lui a offre une guitare et elle ne s'en sépare plus. Sa carrière de musicienne commence en 2005 avec son premier album en studio, Walk On, sorti le 14 juin 2005 par le label Mozzi Blozzi Music. Son album suivant, All That It Takes, est sorti le 22 octobre 2007 avec le label Smith Entertainment. Son troisième album est Live Wire, sorti en 2011 par son premier label : Mozzi Blozzi Music. L'album qui la fera connaître est Hero mais est vivement critiqué en 2016. Elle passe de nombreuses années à Nashville à écrire des chansons pour les autres artistes comme Tim McGraw's en 2014 et  Kelly Clarkson en 2015.

## 2015: EPMaren Morris
Maren Morris a sorti un EP éponyme Maren Morris sur Spotify en août 2015. Les chansons ont gagné 2,5 millions d'écoutes sur la plateforme en 1 mois et trois chansons apparaissent dans le classement Spotify US ainsi que dans le classement Global Viral 50. Le succès de cet EP attire de nombreux labels et elle signe avec Columbia en Septembre 2015,.
Le label ré-édite, le 6 novembre 2015, l'EP composé de cinq chansons, avec My Church comme single principal. Après avoir été diffusé sur la radio country, cet EP figurait dans deux charts Billboard - 27e dans le chart Country Albums et 1e dans le Top Heatseekers - et s'est vendu à 2 400 exemplaires la première semaine. My Church atteint la 5e place  dans le classement Hot Country Songs et est certifié disque d'Or par la RIAA.

## 2016-2018:Hero, succès et collaborations
Avec le succès de My Church, Morris sort l'album Hero le 3 juin 2016 et commence sa tournée avec Keith Urban la même semaine. L'album se classe 5e dans le Billboard 200 et 1e dans le classement Top Country Album. Son premier single, My Church se classe 1e dans le classement Country Digital Songs en 2016 et atteint le top 5 dans le classement américain Hot Country Songs.
Hero est nommé quatre fois aux Grammy Awards, l'album est nommé pour le meilleur album country, My Church est lauréat pour la meilleure prestation de country en solo et est nommé pour la meilleure chanson de country. Morris est aussi nommé pour l'award d'honneur du nouveau meilleur artiste mais elle perd face à Chance The Rapper. Elle est honorée par le Billboard Women in Music en 2016 avec l'award du Breakthrough Star et par Music Biz avec l'award du Breakthrough Artist en 2017,.
Elle commence la tournée Hero Tour en 2017. Elle sera la première partie du chanteur Sam Hunt,. Une édition deluxe de l'album Hero sort en mars 2017 avec les chansons Bemmin' Cigarettes, Space et Company You Keep.
En réponse à la  fusillade de Las Vegas du 1er octobre 2017, Morris sort le single Dear Hate, une chanson qu'elle a écrite et enregistrée avec Vince Gill. Tous les bénéfices récoltés du single sont reversés à la Fondation Music City Cares.
Elle collabore avec Thomas Rhett pour le single Craving You en 2017. Elle a aussi chanté en duo avec Niall Horan pour Seeing Blind, sorti en octobre 2017. Elle a fait la première partie de ce dernier pour le Flicker World Tour en 2018.
Elle a collaboré avec Zedd et Grey pour la chanson The Middle, qui regroupe la musique pop, country et électro/dance. Le single atteint la 5e place dans le chart Billboard Hot 100.

## 2019:GirlandThe Highwomen
En janvier 2019, Maren Morris sort un single nommé Girl, tiré de l'album éponyme sorti en mars 2019 et annonce une tournée mondiale, G I R L : the world tour. La tournée commence à Chicago le 9 mars 2019 et s'arrête à Canberra le 23 août 2019.
En avril 2019, elle participe à l'album For The Throne pour la série Game of Thrones avec le single Kingdom for one.
C’est cette même année qu’elle annonce la formation du groupe The Highwomen avec trois autres artistes appartenant au genre country Brandi Carlile, Amanda Shires et Nathalie Hemby. Le groupe souhaite montrer le manque de représentation des femmes dans la musique country, et souhaite mettre plus en avant le travail des femmes en général en montrant qu’il au même titre que celui des hommes. Leur premier album sort officiellement le 6 septembre 2019 et porte le nom du groupe. Il regroupe douze titres traitant chacun de sujets importants aux yeux des quatre interprètes. Elles ont ainsi collaboré avec de nombreux professionnels de la musique tels qu'Yola, Jimmy Webb, Miranda Lambert, ou encore Lori McKenna.

## Vie privée
En décembre 2015, elle est en couple avec le chanteur de country Ryan Hurd, qu'elle rencontre lors de l'écriture d'une chanson. Ils se fiancent en 2017 et se marient le 24 mars 2018 à Nashville, Tennessee. La chanteuse annonce via son compte Instagram, être enceinte de son premier enfant. Leur fils naît le 23 mars 2020. Elle divorce en 2 octobre 2023 pour des « divergences inconciliables ».

## Discographie

### Albums studio
- 2005 - Walk On (Mozzi Blozzi Records)
- 2007 - All That It Takes (Mozzi Blozzi Records)
- 2011 - Live Wire (Mozzi Blozzi Records)
- 2016 - Hero (Sony Music)
- 2019 - Girl (Sony Music)
- 2022 - Humble Quest (Sony Music)
- 2025 - Dreamsicle (Sony Music)